# Entwicklungsgeschichte der VTOL-Flugzeuge

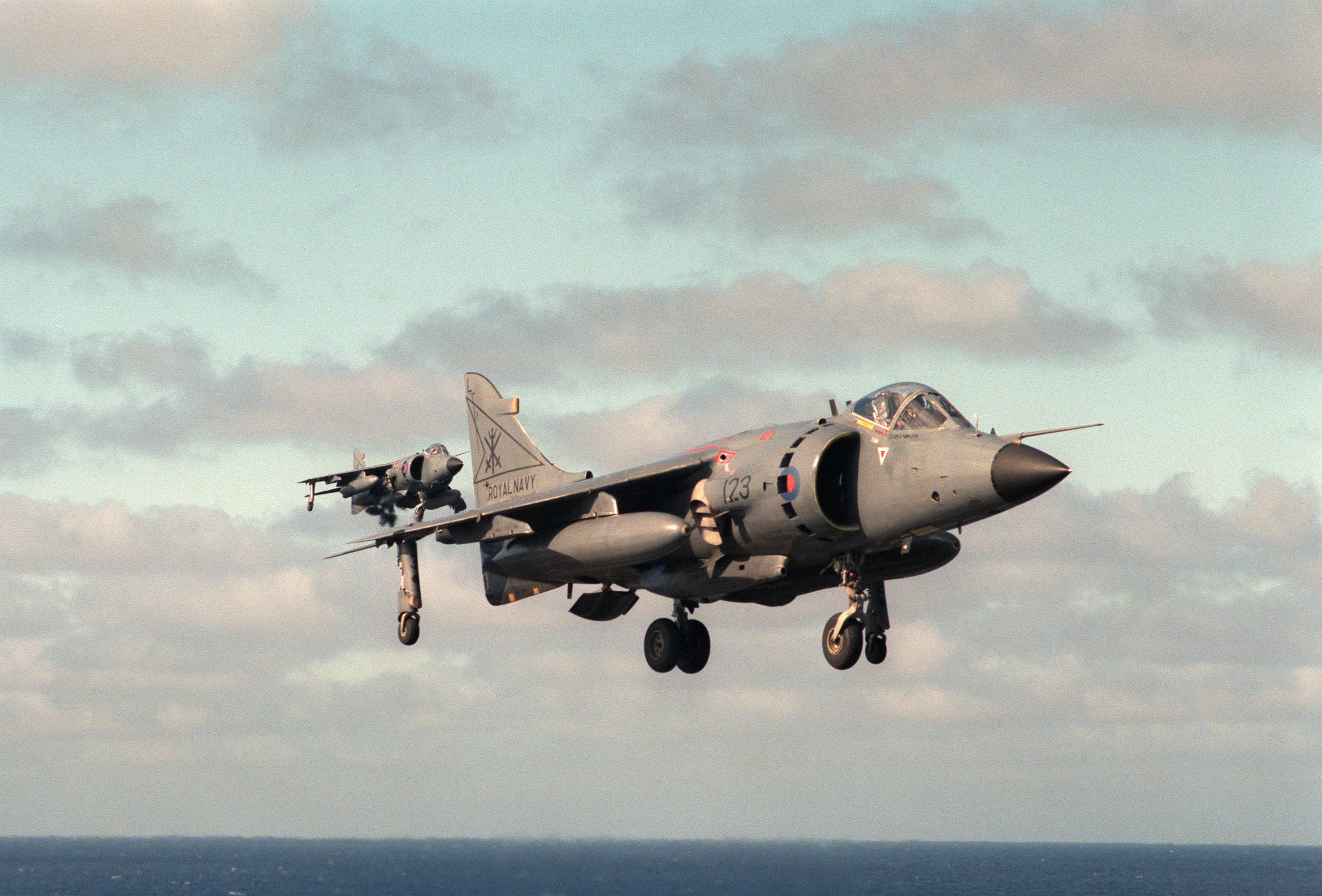
FRS.Mk 1 Sea Harrier der Royal Navy

Dieser Artikel behandelt die Entwicklungsgeschichte der VTOL-Flugzeuge. Der Höhepunkt der Entwicklung von senkrechtstart- und landefähigen Flugzeugen war in den 1950er und 1960er Jahren. Nach einer nachfolgenden Stagnation wurde erst wieder mit der F-35B der Versuch unternommen, diese Technik in einem militärischen Einsatzflugzeug einzusetzen. Als eine erfolgreiche Umsetzung des ebenfalls zu den VTOL-Flugzeugen zählenden Wandelflugzeugkonzepts kann die aktuell (2016) im Einsatz befindliche Bell-Boeing V-22 angesehen werden. Das derzeit einzige zivile Projekt eines Senkrechtstarters ist die von der V-22 abgeleitete und seit Mitte der 1990er Jahre in Entwicklung befindliche AgustaWestland AW609.

## Vorgeschichte des Senkrechtflugs
Eine erste Erwähnung der für VTOL-Flugzeuge entscheidenden Technik der Schubvektoränderung eines Triebwerks ist 1909 in einem Brief von C. Edgar Simpson zu finden. Er propagierte, dass das Flugzeugtriebwerk ein Gebläse antreiben sollte und der Luftstrom durch drehbare Schächte geleitet werden soll, sodass entweder ein Vortrieb oder vertikaler Auftrieb erzeugt werden könnte. Im Jahr 1910 beantragte James Robertson Porter ein Patent für Schubvektorsteuerung bei Luft- und Seeschiffen. Die Motoren sollten Radialverdichter antreiben, deren Abluft durch drehbare gebogene Rohre auf beiden Seiten geleitet und so einen Rückstoß in jede gewünschte Richtung erzeugen sollte.

### Erste Konzepte
Erste ernstzunehmende Entwurfsansätze für senkrechtstartende Flugzeuge gab es Anfang und Mitte der 1940er Jahre in Deutschland. Abgesehen von einem missglückten Senkrechtstartversuch mit dem Raketenflugzeug Bachem Ba 349 im März 1945, war der erste Entwurf, der prinzipiell als realisierbar angesehen werden konnte, die Focke-Achgelis Fa 269 aus dem Jahr 1941. Ein ähnliches Antriebssystem verwendete dann in den 1950er Jahren Dornier bei der Do 29. Ein dritter Entwurf aus der Zeit des Zweiten Weltkriegs war die Focke-Wulf Triebflügel.
Nach dem Zweiten Weltkrieg begann, parallel mit der Entwicklung leistungsstarker Turboproptriebwerke, zuerst in den USA eine systematische Entwicklung. Die US Navy suchte den VTOL-„Quarterdeck-Jäger“, der in der Lage sein sollte auf kleinstem Schiffsraum zu operieren, um ohne den Einsatz von Flugzeugträgern Geleitzüge schützen zu können, während die US Army ihre Forschungen in Richtung des fliegenden Infanteristen ausrichtete, der auf seiner eigenen fliegenden Plattform am Kampfgeschehen teilnehmen soll.
Eine Umsetzung eines VTOL-Flugzeugs in eine serienreife Ausführung jedoch gelang bis zum Ende der 1940er Jahre noch nicht.

## 1950er Jahre
Zu Anfang der 1950er Jahre wurden speziell in den USA eine Vielzahl von Konzepten entworfen, die auch zu einem großen Teil in Prototypen umgesetzt wurden. Die US Navy und Ryan unternahmen Ende 1950 erste Versuche mit einem senkrecht angeordneten J33-Triebwerk, das mit fernbedienten Steuerflächen im Strahlrohr ausgestattet war. Man konnte dieses „Fluggerät“ auf- und absteigen und in geringen Grenzen hin- und herschweben lassen. Am 20. Oktober 1950 flog dieser Prototyp erstmals, angetrieben von einem Allison J33-Strahltriebwerk. Nach weiteren Schwebeflügen montierte man ein Cockpit, das aus einem Treibstofftank einer Boeing B-47 bestand. So fand am 24. November 1953 der erste bemannte Schwebeflug eines strahlgetriebenen Flugzeugs mit Testpilot Peter Girard statt. Mit diesem Gerät konnte Ryan wichtige Erfahrungen für die Konstruktion der X-13 sammeln.
Als erstes tatsächlich geflogenes und steuerbares VTOL-Flugzeug im strengeren Sinne wird die im Auftrag der Navy entwickelte und im November 1954 zum ersten Mal geflogene, turbopropangetriebene Convair XFY-1 angesehen. Mit der XFY konnte auch zum ersten Mal eine Transition vom Schwebezustand in den Horizontalflug durchgeführt werden. Da sich jedoch die Handhabung des als Heckstarter (tailsitter) operierenden Flugzeugs für Einsatzpiloten als zu schwierig erwies, wurde die weitere Entwicklung eingestellt. Die erste Transition eines Wandelflugzeugs führte im Dezember 1958 eine Bell XV-3 durch, auch hier musste die weitere Entwicklung eingestellt werden, da die Vielzahl technischer Probleme nicht gelöst werden konnte. Auch Bell gehörte zu den Pionieren der Senkrechtstarterentwicklung mit dem vor allem aus Cessna-Teilen zusammengesetzten Prototyp Bell ATV mit zwei kleinen J44-Jettriebwerken.
Während in den USA in diesen Jahren der bereits weit entwickelte Turbopropantrieb bevorzugt wurde, orientierte sich die Entwicklung in Europa mehr an der Verwendung von Strahltriebwerken. In Großbritannien entwickelte Rolls-Royce das Thrust Measuring Rig (TMR, deutsch: Schubmessgestell), das im August 1954 mit dem Testpiloten R. T. Shepherd den ersten Senkrechtstart eines strahlgetriebenen Fluggerätes aus der horizontalen Lage durchführte. Dies kann als Beginn der technischen Entwicklung angesehen werden, die heute in der Öffentlichkeit mit dem Begriff Senkrechtstarter verbunden wird.
Kurze Zeit danach konstruierte SNECMA in Frankreich mit dem Atar Volant den ersten Ringflügler. Dieser Heckstarter war fernbedienbar und bestand aus einem Atar-Triebwerk, das in einer röhrenförmigen Verkleidung eingebaut war. Hieraus entstand anschließend die SNECMA C.450 Coléoptère mit einer aufgesetzten Pilotenkanzel. Hawker baute die P.1127, die später zur Harrier führte. Viele Entwürfe für Wandelflugzeuge aus den frühen 1950er Jahren, wie z. B. die Stopprotorauslegung der Sikorsky XV-2 kamen nicht über das Projektstadium hinaus.
Im zivilen Bereich gab es umfangreiche Pläne mit VTOL-Flugzeugen Zubringerdienste für die Innenstädte einzurichten. Batterien mit 10, 20 oder noch mehr Hubtriebwerken sollten die Start- und Landefähigkeit sicherstellen. Messerschmitt Me 408 und Hawker Siddeley HS. 141 sind Beispiel hierfür. Es sollten Transportflüge „mit Düsentempo direkt aus der Innenstadt“ Wirklichkeit werden. Diese Pläne scheiterten jedoch sowohl an der Lärmproblematik als auch an ökonomischen Gründen, weil die Hubtriebwerke zu viel zusätzlicher Ballast waren. Hinzu kam, dass für den Fall eines Triebwerksausfalls im Schwebeflug, noch Sicherheitsreserven eingeplant werden mussten.
Versuche in der Sowjetunion begannen ebenfalls mit einem durch das britische Vorbild inspirierten Fliegenden Bettgestell, genannt Turboljot.

## 1960er Jahre
Spätestens 1960 war den Militärs klar, dass sowjetische Atomwaffenangriffe die NATO-Flugplätze innerhalb kurzer Zeit lahmlegen könnten. Abhilfe sah man in der Entwicklung von Kampf- als auch Transportflugzeugen mit V/STOL-Fähigkeiten.
Die NATO definierte für die entsprechenden Ausschreibungen drei Flugzeugtypen, für die die Ausschreibungen NBMR-3, NBMR-4 und NBMR-22 veröffentlicht wurden. Bis Ende 1961 sollten die Unternehmen entsprechende Angebote eingereicht haben.
Die meisten Hersteller, die sich um den Zuschlag bewarben und Dutzende von Vorschlägen einreichten, griffen die Vorgaben auf, dass ein Senkrechtstarter die Anforderungen am besten erfüllen würde. Gewinner der Ausschreibung für ein Überschalljagdflugzeug (NBMR-3a) waren die Dassault Mirage IIIV und die Hawker P.1154. Die VFW VAK 191B wurde zum Sieger des Wettbewerbs für einen Unterschalljagdbomber (NBMR-3b) erklärt.
Bei der Transporterausschreibung konnte im ersten Anlauf kein akzeptabler Vorschlag gefunden werden, sodass in einer neuen Ausschreibung NBMR-22 im November 1962, die Anforderungen etwas gelockert werden mussten. Es wurde auch diesmal kein direkter Gewinner vorgestellt, in der Folge konnten jedoch die Dornier Do 31 und die Fiat G.222 als Prototypen gebaut und erprobt werden. Man gab schlussendlich die Projekte auf, weil die Führung der NATO es nicht schaffte die Regierungsverantwortlichen von der Nützlichkeit der Vorhaben zu überzeugen. Vor allem das Desinteresse der USAF gegenüber der V/STOL-Technik trug zum Abbruch der Vorhaben bei. Deutschland konnte jedoch nacheinander die EWR VJ 101 (1963), die Dornier Do 31 (1967) und die VFW-Fokker VAK 191 B (1970) produzieren und sich damit ein großes know-how erarbeiten.

## 1970er Jahre und danach
Anfang der 1970er Jahre wurden viele Projekte eingestellt bzw. abgebrochen und die Anzahl der neu initiierten Projekte ging deutlich zurück. Lediglich im militärischen Einsatz haben sich mit der Harrier II und der V-22 zwei Baumuster durchgesetzt. Da die Harrier II planmäßig nur noch bei den US Marines bis voraussichtlich Anfang der 2020er Jahre eingesetzt werden soll, wird die F-35B danach das einzige strahlgetriebene VTOL-Flugzeug im militärischen Einsatz sein.
Einen gewissen Durchbruch hat die Kippflügeltechnik geschafft, nachdem sich die V-22 im militärischen Einsatz bewährt hat. Davon abgeleitet ist die seit vielen Jahren in Erprobung befindliche AgustaWestland AW609. Neue Projekte entsprechend dieser konstruktiven Auslegung sind die Bell-Boeing Quad TiltRotor und in den 2010er Jahren unbemannte Luftfahrzeugen, wo neben einer Vielzahl von Multikoptern auch bevorzugt Wandelflugzeuge entwickelt wurden. Beispiele sind hierfür die Bell Eagle Eye und die Bell V-247 Vigilant.

## Chronologische Liste der Erstflüge
Die Auflistung umfasst alle bisher tatsächlich geflogenen VTOL-Flugzeuge:

### Wandelflugzeuge
- Herrick HV-2 (1936, erstes Wandelflugzeug)
- Bell ATV (1954)
- Bell XV-3 (1955)
- Vertol VZ-2 (1957)
- Doak VZ-4 (1958)
- Curtiss-Wright X-100 (1959)
- Hiller X-18 (1959)
- Curtiss-Wright X-19 (1963)
- Canadair CL-84 (1965)
- Nord 500 (1966)
- Bell X-22 (1966)
- Bell XV-15 (1977)
- Bell-Boeing V-22 (1989)
- Bell Eagle Eye (1992)
- AgustaWestland AW609 (2003)

### Sonstige VTOL-Flugzeuge
- Ryan – Allison J33: (1950)
- Lockheed XFV (1953)
- Rolls-Royce Thrust Measuring Rig (1953)
- SNECMA Atar Volant (1954)
- Convair XFY (1954)
- Ryan X-13 (1955)
- Bell X-14 (1957)
- Short S.C.1 (1957)
- Robertson X-1 (1957)
- SNECMA Coléoptère (1959)
- Vanguard Omniplane (1959)
- Ryan VZ-3 (1959)
- Fairchild VZ-5 (1959)
- Collins Aerodyne (1960?)
- Hawker P.1127 / Harrier (1960)
- Dassault Mirage Balzac V (1962)
- Lockheed XV-4 (1962)
- Jakowlew Jak-36 (1963)
- EWR VJ 101 (1963)
- Ryan XV-5 (1964)
- Dornier Do 31 (1967)
- VFW VAK 191B (1971)
- Jakowlew Jak-38 (1971)
- Rockwell XFV-12 (1981, nicht geflogen)
- Jakowlew Jak-141 (1987)
- Boeing X-32 (2000)
- Lockheed Martin F-35B (2006)
- Urban Aeronautics AirMule (2009, UAV)